# Zaluzianskya distans
Zaluzianskya distans är en flenörtsväxtart som beskrevs av William Philip Hiern. Zaluzianskya distans ingår i släktet Zaluzianskya och familjen flenörtsväxter. Inga underarter finns listade i Catalogue of Life.